# Sint-Josephkerk (Den Haag)
De Sint-Josephkerk was een rooms-katholieke kerk in de Schilderswijk in Den Haag.
De Sint-Josephparochie werd in 1880 opgericht, in de tijd dat de bevolking van de Schilderswijk sterk groeide. Voor de inwijding van de Sint-Josephkerk, maakte men gebruik van een houten noodkerk aan de Van der Duynstraat.
De Sint-Josephkerk werd tussen 1886 en 1888 gebouwd aan de Van Limburg Stirumstraat. De kerk werd ontworpen door Evert Margry en wordt beschouwd als het hoogtepunt van zijn carrière. Het was een grote driebeukige neogotische kruiskerk. Wegens teruglopend kerkbezoek werd de kerk in 1971 gesloten en in 1975 gesloopt.